# Церковь Рождества Иоанна Предтечи у Варварских ворот
Церковь Рождества Иоанна Предтечи у Варварских ворот (церковь Климента Папы Римского) — православный храм в Китай-городе в Москве. Относится к Иверскому благочинию Московской епархии Русской православной церкви.
Главный престол освящён в честь Рождества Иоанна Предтечи, северный придел — во имя Климента папы Римского, южный — в честь Боголюбской иконы Божией Матери.

## История

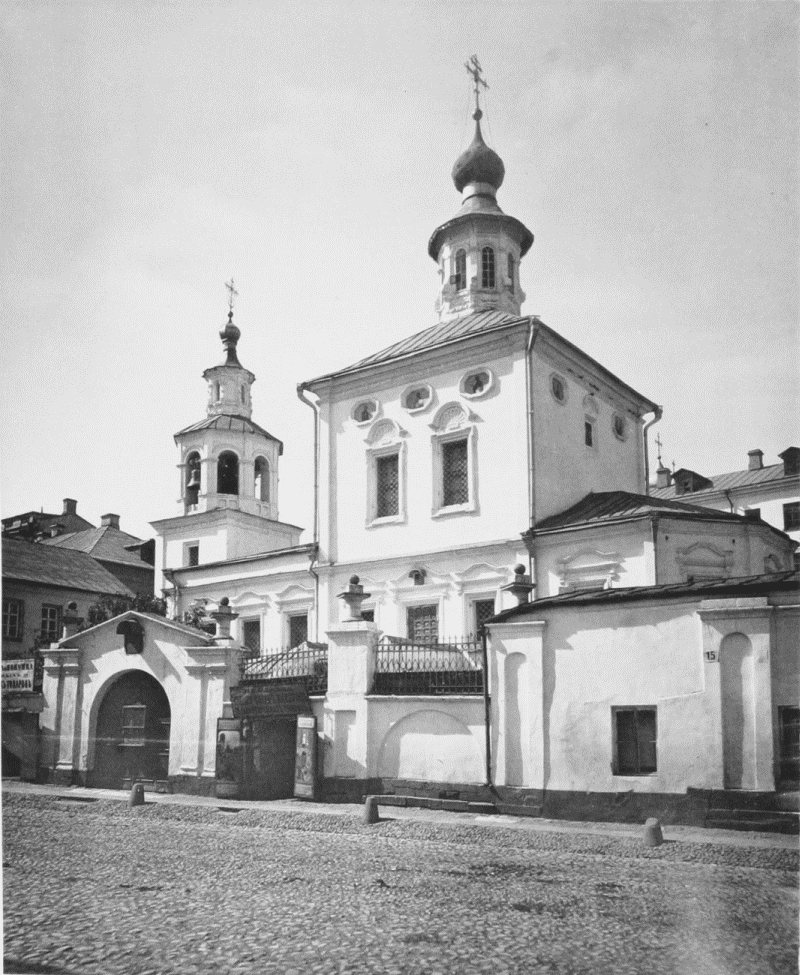
Храм в 1883 году

### Строительство храма
Первая церковь на этом месте упоминается в 1619 и в 1625 году.
Церковь Рождества Иоанна Предтечи с Климентовским приделом построена в 1741 году фабрикантом Ф. С. Подсевальщиковым на месте более древней каменной церкви. Здание представляет собой редкий в Китай-городе образец скромного посадского храма. Высокий четверик, перекрытый сомкнутым сводом, был увенчан небольшим световым восьмериком с главой. Нижний ярус четверика объединен с трапезной и гранёной апсидой общим белокаменным карнизом сложного профиля. Углы всех частей здания выделены лопатками. Высокие окна второго света первоначально имели белокаменные резные обрамления и навершия, над ними — восьмигранные ниши, вытянутые по горизонтали (сейчас заложены).
Северный Климентовский придел перестроен в 1822 году в простых ампирных формах и объединен с расширенной трапезной. В 1875 году с юга устроен придел Боголюбской Божией Матери.
Церковь обновлялась в 1894 году.
До разорения иконостас главного храма был устроен сразу после строительства церкви в 1741 году в стиле барокко, иконостас Климентовского придела устроен в 1822 году в стиле ампир.

### Советский период
После закрытия в 1920 годы использовалась под детсад, потом под конторские помещения.
Уничтожены ограда и ворота, колокольня сломана до второго яруса, сломана главы с крестами, сбит почти весь архитектурный декор.
В 1958 год перестроена в жилой дом.
С 1970 годов внутри помещалось учреждение «Оргкоммунэнерго» Министерства жилищно-коммунального хозяйства РСФСР.
В 1990 году в храме размещался склад ЦК КПСС.

### Восстановление храма
По решению президиума Моссовета от 25 июля 1991 года церковь возвращена Русской православной церкви. Однако лишь в 2009 году над церковью поставлен деревянный крест и начались реставрационные работы во внутренних помещениях. На фасадах были проведены научные исследования.
В 2015-2016 годах на фасадах были проведены реставрационные работы. Восстановлен декор и завершения колокольни и церкви. Раскрыта первоначальная живопись в нишах над окнами.

## Галерея

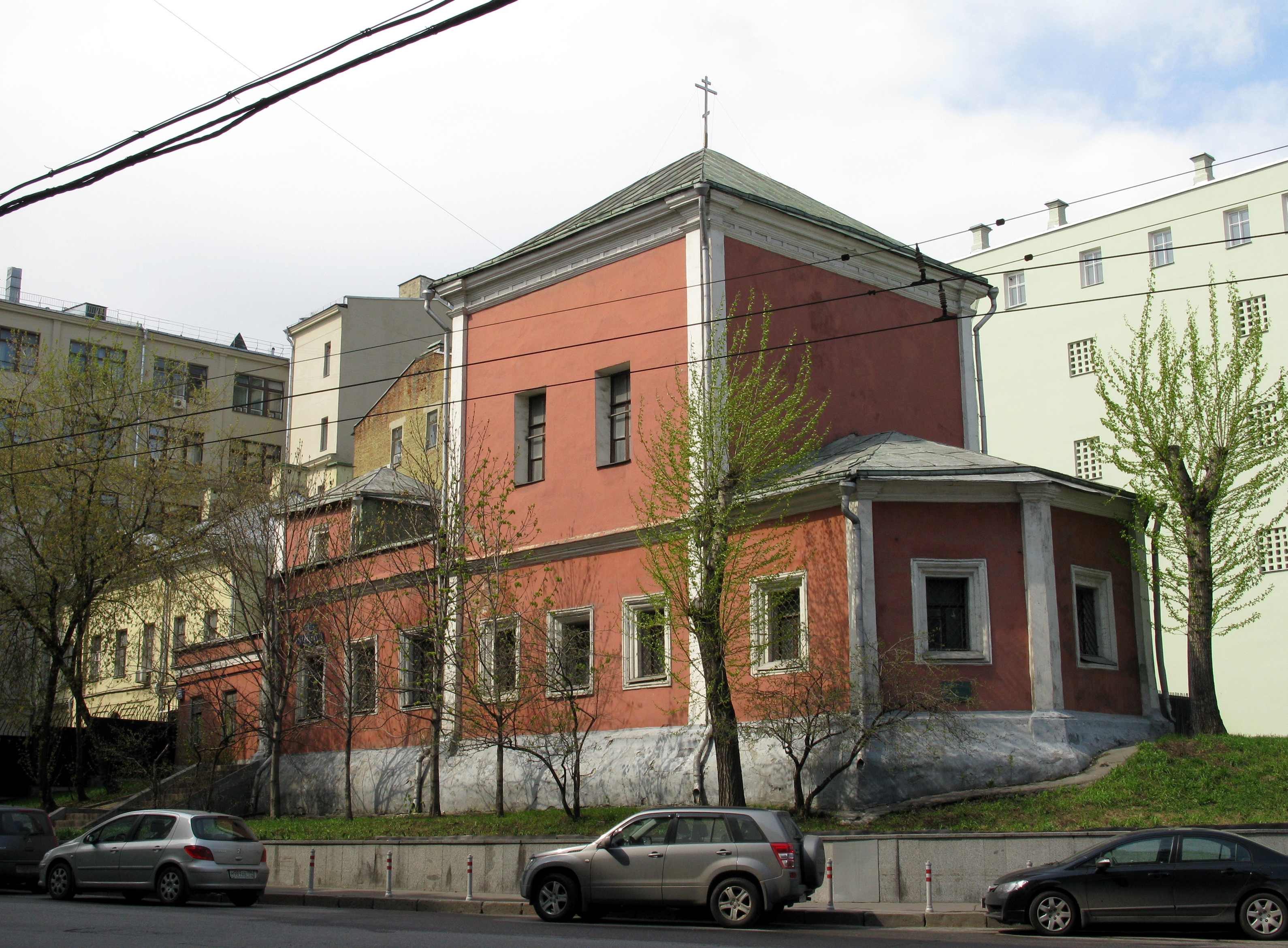
2010
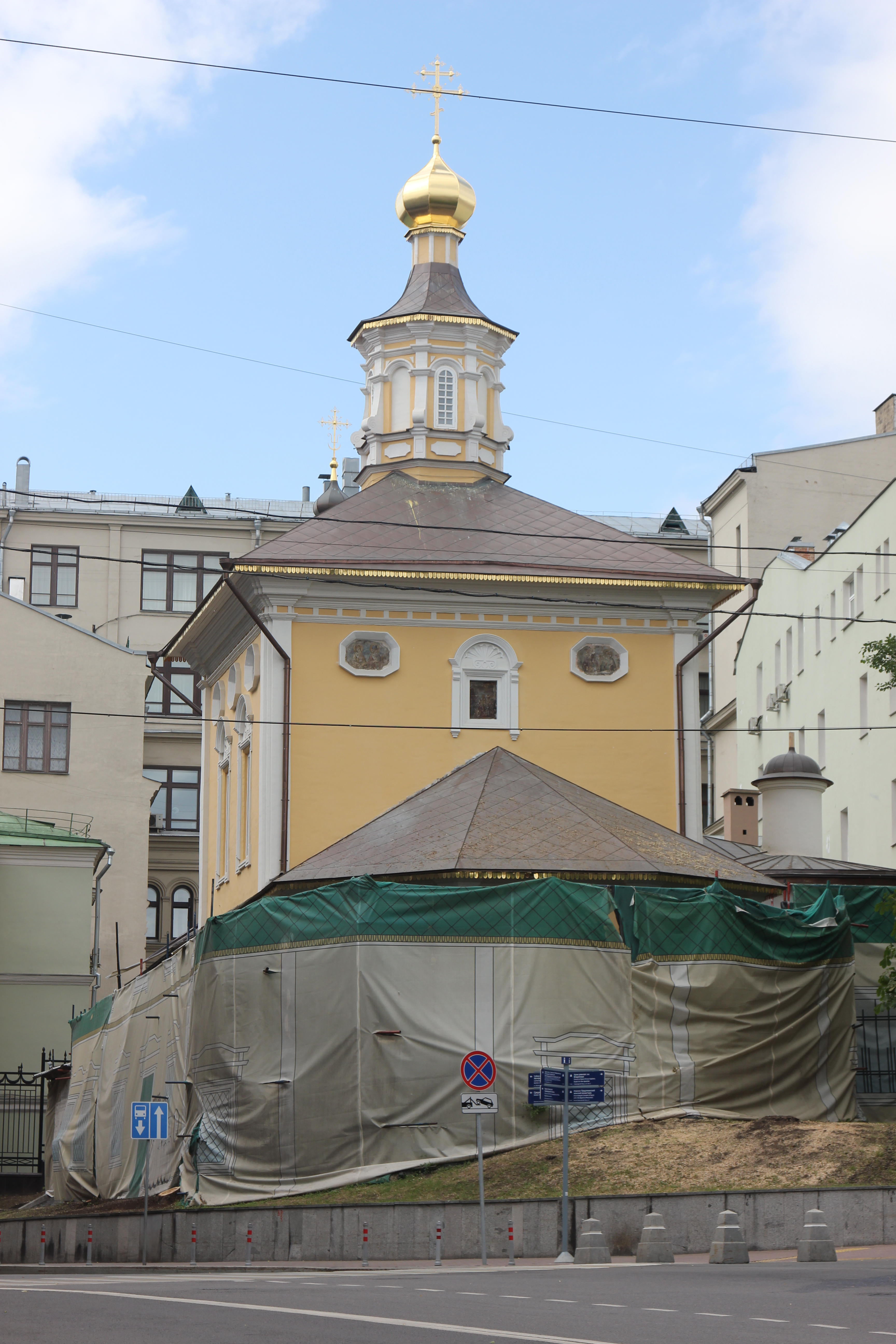
2016
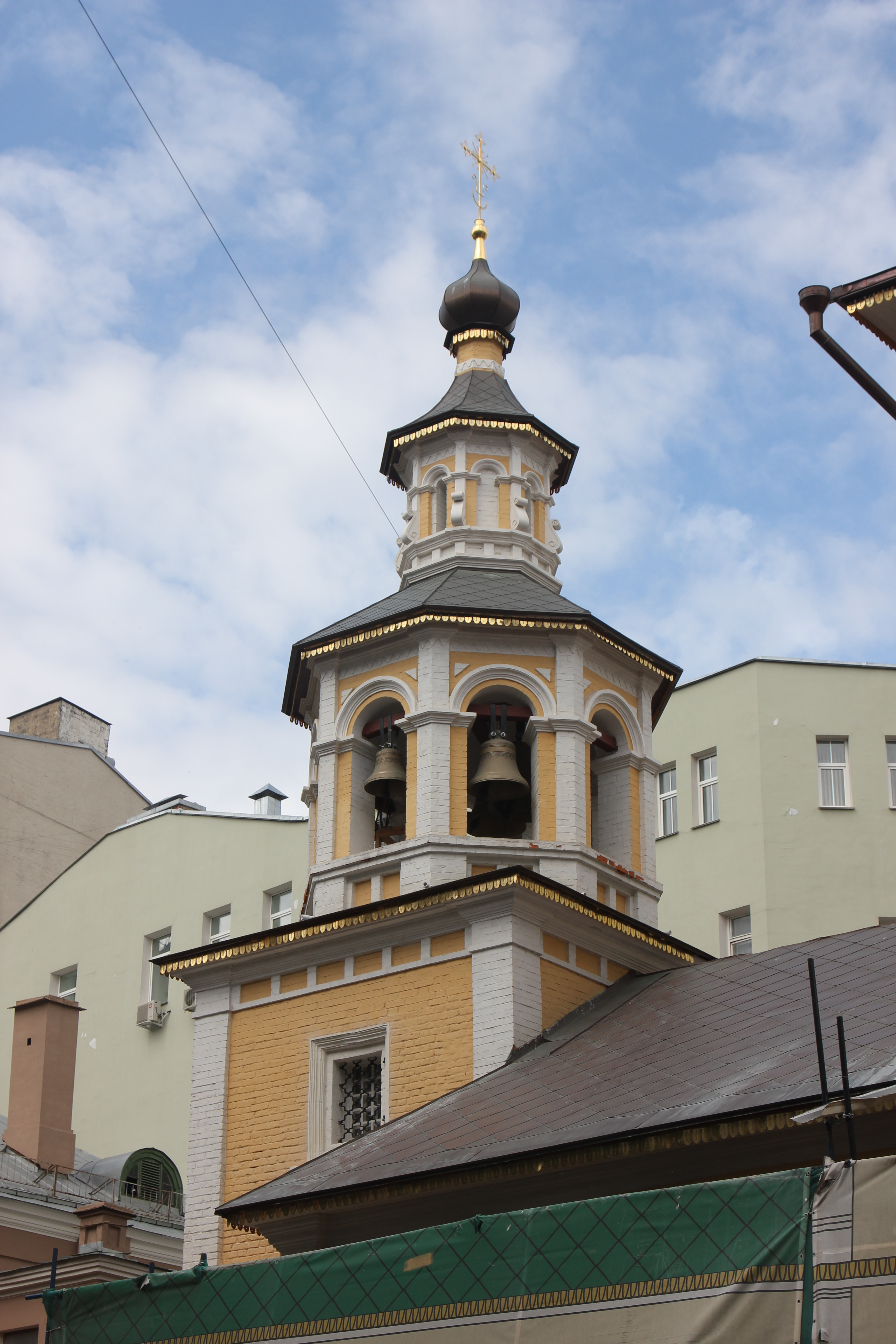
2016
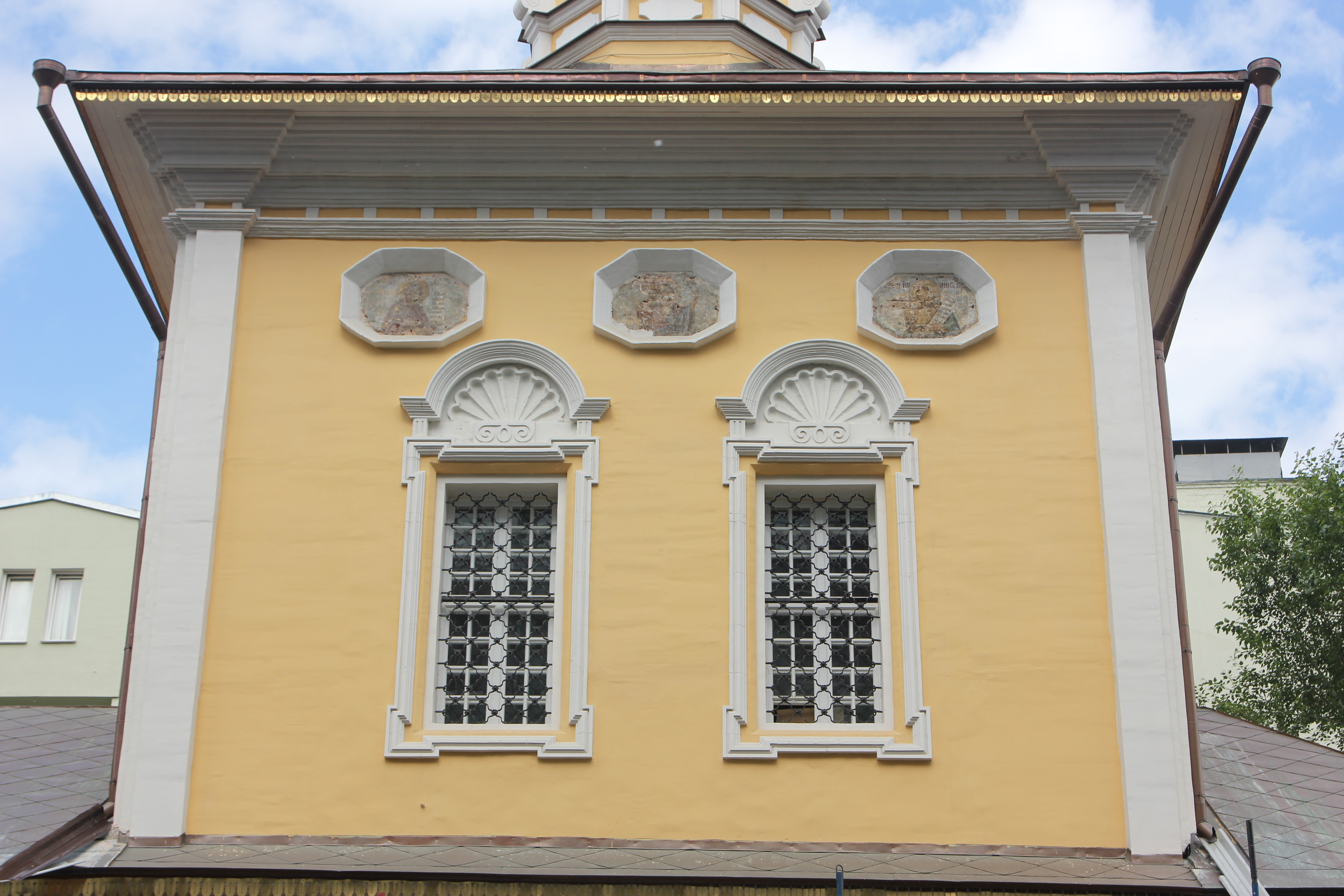
2016
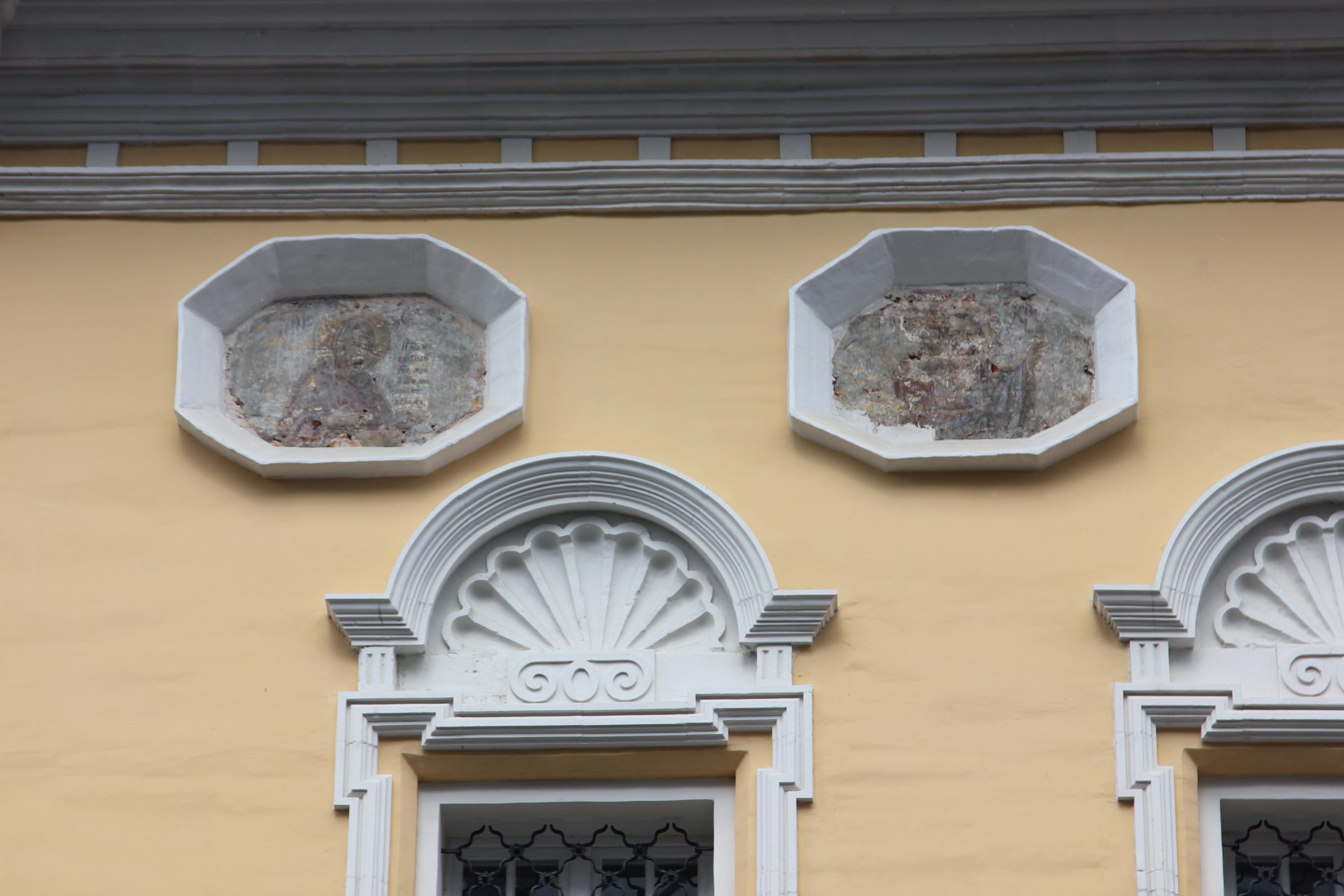
2016